# Orthogoniosaurus matleyi
L'ortogoniosauro (Orthogoniosaurus matleyi) è un dinosauro carnivoro appartenente ai teropodi. Visse nel Cretaceo superiore (Maastrichtiano, circa 67 milioni di anni fa) e l'unico resto fossile rinvenuto (un dente) è stato ritrovato in India. 

## Classificazione
Questo dinosauro è noto solo per un dente fossile, scoperto nella formazione Lameta nel 1924 e descritto nel 1931 da Das-Gupta. La (presunta) forma particolare del dente è all'origine del significato del nome: "lucertola dall'angolo dritto" (dal greco orthos, "dritto", e gonios, "angolo"). Il dente, infatti, è dotato di un margine distale dritto e seghettato, mentre il margine mesiale era ricurvo e non seghettato. In realtà, molti dinosauri carnivori hanno denti di questo tipo, e attualmente Orthogoniosaurus è considerato un nomen dubium. Al genere Orthogoniosaurus è stata ascritta, con qualche dubbio, anche la specie O. rawesi, anch'essa basata su un dente, rinvenuto nella formazione Tekli (Maastrichtiano). Quest'ultima specie era stata descritta da Richard Lydekker nel 1890 come una specie del prosauropode Massospondylus (nonostante le incongruenze stratigrafiche e le ovvie diversità con i denti dei prosauropodi), ma nel 1991 George Olshevsky ritenne di poterla attribuire a Orthogoniosaurus. 